# Ugo Duse
Ugo Duse (* 11. Oktober 1926 in Rovigo; † 26. April 1997 in Mailand) war ein italienischer Musikwissenschaftler.

## Leben und Werk
Ugo Duse studierte am Conservatorio Nazionale di Musica B. Marcello in Venedig und an der Università degli Studi in Padua, wo er 1958 zum Dr. phil promovierte.
In Padua wirkte er von 1958 bis 1961 als Assistent am Lehrstuhl für experimentelle Psychologie. Seit 1961 lehrte er Musikgeschichte und Musikästhetik am Liceo Musicale Pareggiato G. Frescobaldi in Ferrara. Hier habilitierte er sich 1967 zum Privatdozenten.
Ugo Duso wurde vor allem mit seiner Monographie über Gustav Mahler bekannt, deren zwei Ausgaben 1962 und 1973 erschienen. Dieses Werk gilt innerhalb der italienischen Musikwissenschaft als Pioniertat. Genannt werden müssen weiterhin seine Studien zu Johann Sebastian Bach, zu Ferruccio Busoni und zu Anton Bruckner.
Ugo Duse verfasste 1979 den Artikel „Musik“ für die Enciclopedia Treccani. In diesem Artikel zeigt sich Duses breites Interessenfeld, das Musik- und andere Kulturthemen interdisziplinär zusammenschaut.

## Schriften (Auswahl)
- Studio sulla poetica liederista di G. Mahler (Venedig 1961).
- Su alcuni aspetti de pensiero critico musicale italiano (Venedig 1962).
- G. Mahler. Introduzione allo studio della vita e delle opere (Padua 1962).
- Musica e cultura. Quattro diagnosi (Padua 1967, enthält Studien über Bruckner, Mahler, J.S. Bach und Busoni).